# Sapromyza alboatra
Sapromyza alboatra är en tvåvingeart som beskrevs av Malloch 1926. Sapromyza alboatra ingår i släktet Sapromyza och familjen lövflugor. Inga underarter finns listade i Catalogue of Life.